# Округ Пери (Арканзас)
Округ Пери (енгл. Perry County) је округ у америчкој савезној држави Арканзас. По попису из 2010. године број становника је 10.445. Седиште округа је град Perryville.

## Демографија
Према попису становништва из 2010. у округу је живело 10.445 становника, што је 236 (2,3%) становника више него 2000. године.
| Група             | 2000.         | 2010.         |
| Белци             | 9.711 (95,1%) | 9.779 (93,6%) |
| Афроамериканци    | 177 (1,7%)    | 196 (1,9%)    |
| Азијати           | 15 (0,1%)     | 17 (0,2%)     |
| Хиспаноамериканци | 120 (1,2%)    | 247 (2,4%)    |
| Укупно            | 10.209        | 10.445        |